# Kanáli (ort i Grekland, Joniska öarna)
Kanáli (Kanali) är en ort i Grekland.   Den ligger i prefekturen Nomós Kerkýras och regionen Joniska öarna, i den västra delen av landet, 400 km nordväst om huvudstaden Aten. Kanáli ligger 16 meter över havet och antalet invånare är 4 086. Den ligger på ön Korfu.
Terrängen runt Kanáli är platt åt nordost, men åt sydväst är den kuperad. Havet är nära Kanáli åt nordost. Närmaste större samhälle är Korfu, 2,9 km nordost om Kanáli. 